# Pedro Sob a Cama
Pedro Sob a Cama é um filme brasileiro de 2017, dirigido e escrito por Paulo Pons. Conta a história de um garoto em busca de seu pai que o abandonou, protagonizado por Gabriel Furtado e Fernando Alves Pinto. Betty Faria e Letícia Sabatella fazem participações.

## Sinopse
Pedro (Gabriel Furtado), um garoto sonhador que não fala. Quando recém nascido, ele foi abandonado pelo pai, Mariano (Fernando Alves Pinto). Um dia, ele descobre que seu pai voltou à cidade e então toma uma ousada decisão: invadir a casa dele e se esconder debaixo da cama dele. Assim, ele poderia conhecer mais o próprio pai. Paralelamente, seu irmão Mani (Konstantinos Sarris) não aceita o retorno do homem que o abandonou quando criança.

## Elenco
| Ator/Atriz           | Personagem |
| -------------------- | ---------- |
| Fernando Alves Pinto | Mariano    |
| Gabriel Furtado      | Pedro      |
| Suzana Castelo       | Julia      |
| Betty Faria          | Avó        |
| Letícia Sabatella    | Beth       |
| Konstantinos Sarris  | Mani       |
| Fernanda Thurann     |            |

## Produção
O filme é uma produção de baixo orçamento, custando apenas 150 mil reais, característico do diretor Paulo Pons. Essa é o terceiro longa-metragem do diretor. As filmagens ocorreram inteiramente na cidade de Pedro Osório, interior do Rio Grande do Sul, que é a cidade onde nasceu Paulo Pons. Por ser uma produção sem muitos recursos, contou com a ajuda de amigos e familiares para ajudar nas locações do filme.

## Lançamento
O filme foi lançado em 2017 no Cine Ceará, festival de cinema do estado do Ceará, onde concorreu ao Troféu Mucuripe de melhor filme de ficção na Mostra Competitiva Ibero-Americana de Longa-Metragem. Por seu baixo orçamento de produção, não chegou a entrar no circuito nacional de cinemas.